# Hyam
Die Sprache Hyam (auch ham, hyamhum, jabba, jeba; ISO 639-3: jab) ist eine regional wichtige platoide Sprache aus der Gruppe der Plateau-Sprachen, die von insgesamt 100.000 Personen im nigerianischen Bundesstaat Kaduna gesprochen wird.
Die Sprache ist mit mehreren benachbarten Sprachen eng verwandt: Zusammen mit den Sprachen Cori [cry], Kagoma [kdm], Schamang [xsh] und Zhire [zhi] bildet es die Untergruppe der Hyamischen Sprachen.